# Bording Cup 2025
Bording Cup 2025 er den 44. udgave af den danske løbsserie DCU Cup. Den bliver afviklet over fire afdelinger fra marts til september 2025.
I september 2024 søgte Danmarks Cykle Union blandt danske cykelklubber arrangører til de fem afdelinger, hvor interesserede skulle vise interesse senest 15. oktober.
For hver afdeling bliver der givet point til rytterne efter placering.

## Hold
De fire danske UCI kontinentalhold samt DCU Elite Teams deltager i Demin Cuppen. Derudover stiller flere danske cykelklubber med enkelte ryttere, ligesom danske ryttere fra udenlandske hold kan deltage. Udenlandske amatørryttere tilknyttet udenlandske hold kan også deltage, hvis de bliver inviteret af den lokale arrangør.
| UCI Kontinentalhold (12)- Airtox-Carl Ras - BHS-PL Beton Bornholm - ColoQuick - Team Give Steel-2M Cycling Elite - Motala AIF Continental - Lotto-Kern Haus PSD Bank - XSpeed United Continental - Hagens Berman Jayco - Team Novo Nordisk Development - Bike Aid - Lidl-Trek Future Racing - EF Education-Aevolo DCU Elite Teams (5)- CeramicSpeed Aros Forsikring Herning CK Elite - CO:PLAY-Giant Store - Aalborg-Sparekassen Danmark - Team Cranks - Reffen Tscherning Elite Cycling Regional- og klubhold (12)- Arbejdernes Bicycle Club København - Ringerike Sykkelklubb - Cykling Odense - Herning Cykle Klub - Holstebro Cykle Club - Mountainbike Club Vejle - Thy Cykle Ring - CC Villeneuve Saint-Germain - Mölndals Cykelklubb - CK Ringen - LRG-Cycling Team - Salto Cycling Club |
| |

## Resultater
For hver afdeling bliver der givet point til rytterne efter placering.
Nr. 1 får 20 point, Nr. 2 får 19 point, Nr. 3 får 18 point, Nr. 4 får 17 point... nr. 20 får 1 point. I tilfælde af pointlighed er placeringen i senest afviklede løb afgørende.

| Etape    | Dato     | Start – Mål                 | type       | Afstand (km) | Elevation (m) | Etapevinder          | Førende rytter       |
| -------- | -------- | --------------------------- | ---------- | ------------ | ------------- | -------------------- | -------------------- |
| 1. etape | 29. mar. | Askov – Askov               | flad etape | 188,5        | 1.097 m       | Marcus Sander Hansen | Marcus Sander Hansen |
| 2. etape | 14. jun. | Seest – Seest               | flad etape | 168,7        | 1.125 m       | Morten Nørtoft       | Boas Lysgaard        |
| 3. etape | 14. sep. | Mørkøv – Mørkøv             | flad etape |              |               |                      |                      |
| 4. etape | 21. sep. | Greve Strand – Greve Strand | flad etape |              |               |                      |                      |

### 1. afdeling i Askov
Vejen Bicycle Club var den 29. marts arrangør af den første afdeling af Bording Cup 2025. Rytterne skulle køre en 188,5 km lang rute med start og mål i Askov vest for Vejen. Marcus Sander Hansen fra BHS-PL Beton Bornholm vandt afdelingen, da han kom først over målstregen med et forspring på fire sekunder til Gustav Frederik Dahl fra Team Give Steel - 2M Cycling Elite. Airtox-Carl Ras’ unge rytter Alfred Kongstad tog sig af tredjepladsen, og kunne tage Bording Cuppens første første hvide ungdomstrøje.
| Askov - Askov | flad etape | (188,5 km) |

| \| Etaperesultat \| Etaperesultat \| Etaperesultat \| Etaperesultat \| Etaperesultat \| \| Rytter \| Rytter \| Hold \| Tid \| \| \| ------------- \| --------------------- \| -------------------------------- \| ------------- \| ------------- \| \| 1. \| Marcus Sander Hansen \| BHS-PL Beton Bornholm \| 4t 16' 45" \| \| \| 2. \| Gustav Frederik Dahl \| Team Give Steel-2M Cycling Elite \| + 4" \| \| \| 3. \| Alfred Kongstad \| Airtox-Carl Ras \| + 9" \| \| \| 4. \| Simon Bak \| Bike Aid \| + 9" \| \| \| 5. \| Peter Øxenberg Hansen \| Lotto Kern-Haus PSD Bank \| + 9" \| \| \| 6. \| Niklas Larsen \| BHS-PL Beton Bornholm \| + 27" \| \| \| 7. \| Emil Toudal \| ColoQuick \| + 29" \| \| \| 8. \| David Larsson \| Motala AIF Continental \| + 34" \| \| \| 9. \| Boas Lysgaard \| BHS-PL Beton Bornholm \| + 34" \| \| \| 10. \| Alfred Christensen \| Team Cranks \| + 34" \| \| |                       |                                  |            |
| |                       |                                  |            |
| |                       |                                  |            |
| Etaperesultat |                       |                                  |            |
| Rytter | Rytter                | Hold                             | Tid        |
| 1. | Marcus Sander Hansen  | BHS-PL Beton Bornholm            | 4t 16' 45" |
| 2. | Gustav Frederik Dahl  | Team Give Steel-2M Cycling Elite | + 4"       |
| 3. | Alfred Kongstad       | Airtox-Carl Ras                  | + 9"       |
| 4. | Simon Bak             | Bike Aid                         | + 9"       |
| 5. | Peter Øxenberg Hansen | Lotto Kern-Haus PSD Bank         | + 9"       |
| 6. | Niklas Larsen         | BHS-PL Beton Bornholm            | + 27"      |
| 7. | Emil Toudal           | ColoQuick                        | + 29"      |
| 8. | David Larsson         | Motala AIF Continental           | + 34"      |
| 9. | Boas Lysgaard         | BHS-PL Beton Bornholm            | + 34"      |
| 10. | Alfred Christensen    | Team Cranks                      | + 34"      |

#### Samlet klassement
| Pointkonkurrence | Pointkonkurrence      | Pointkonkurrence                 | Pointkonkurrence | Pointkonkurrence |
| Rytter           | Rytter                | Hold                             | Point            |                  |
| ---------------- | --------------------- | -------------------------------- | ---------------- | ---------------- |
| 1.               | Marcus Sander Hansen  | BHS-PL Beton Bornholm            | 20 point         |                  |
| 2.               | Gustav Frederik Dahl  | Team Give Steel-2M Cycling Elite | 19 point         |                  |
| 3.               | Alfred Kongstad       | Airtox-Carl Ras                  | 18 point         |                  |
| 4.               | Simon Bak             | Bike Aid                         | 17 point         |                  |
| 5.               | Peter Øxenberg Hansen | Lotto Kern-Haus PSD Bank         | 16 point         |                  |
| 6.               | Niklas Larsen         | BHS-PL Beton Bornholm            | 15 point         |                  |
| 7.               | Emil Toudal           | ColoQuick                        | 14 point         |                  |
| 8.               | David Larsson         | Motala AIF Continental           | 13 point         |                  |
| 9.               | Boas Lysgaard         | BHS-PL Beton Bornholm            | 12 point         |                  |
| 10.              | Alfred Christensen    | Team Cranks                      | 11 point         |                  |

### 2. afdeling i Seest
Den 14. juni var Kolding Bicycle Club vært for cuppens 2. afdeling. Der skulle køres ni omgange på en 18,7 km lang rundstrækning med start og mål ved Kolding Køreteknisk Anlæg på Vranderupvej i Seest. Ruten var flad med en samlet forskel på 125 højdemeter. Morten Nørtoft fra ColoQuick Cycling vandt løbet, efter at han kom til mål i en gruppe med ni ryttere. BHS-PL Beton Bornholms Boas Lysgaard overtog cuppens gule førertrøje og den hvide ungdomstrøje.
| Seest - Seest | flad etape | (168,7 km) |

| \| Etaperesultat \| Etaperesultat \| Etaperesultat \| Etaperesultat \| Etaperesultat \| \| Rytter \| Rytter \| Hold \| Tid \| \| \| ------------- \| ----------------------- \| --------------------------------------------- \| ------------- \| ------------- \| \| 1. \| Morten Nørtoft \| ColoQuick \| 3t 42' 07" \| \| \| 2. \| Boas Lysgaard \| BHS-PL Beton Bornholm \| + 0" \| \| \| 3. \| Lasse Norman Leth \| CO:PLAY-Giant Store \| + 0" \| \| \| 4. \| Marius Hobolth \| Team Give Steel-2M Cycling Elite \| + 0" \| \| \| 5. \| Oliver Vedersø Sølvhøj \| CeramicSpeed Aros Forsikring Herning CK Elite \| + 0" \| \| \| 6. \| Ville Merlöv \| LRG-Cycling Team \| + 0" \| \| \| 7. \| Linus Østdal \| Team Cranks \| + 0" \| \| \| 8. \| Magnus Carstensen \| EF Education-Aevolo \| + 0" \| \| \| 9. \| Hugo Rishøj \| Airtox-Carl Ras \| + 0" \| \| \| 10. \| Stian Rosenlund Richter \| Airtox-Carl Ras \| + 12" \| \| |                         |                                               |            |
| |                         |                                               |            |
| |                         |                                               |            |
| Etaperesultat |                         |                                               |            |
| Rytter | Rytter                  | Hold                                          | Tid        |
| 1. | Morten Nørtoft          | ColoQuick                                     | 3t 42' 07" |
| 2. | Boas Lysgaard           | BHS-PL Beton Bornholm                         | + 0"       |
| 3. | Lasse Norman Leth       | CO:PLAY-Giant Store                           | + 0"       |
| 4. | Marius Hobolth          | Team Give Steel-2M Cycling Elite              | + 0"       |
| 5. | Oliver Vedersø Sølvhøj  | CeramicSpeed Aros Forsikring Herning CK Elite | + 0"       |
| 6. | Ville Merlöv            | LRG-Cycling Team                              | + 0"       |
| 7. | Linus Østdal            | Team Cranks                                   | + 0"       |
| 8. | Magnus Carstensen       | EF Education-Aevolo                           | + 0"       |
| 9. | Hugo Rishøj             | Airtox-Carl Ras                               | + 0"       |
| 10. | Stian Rosenlund Richter | Airtox-Carl Ras                               | + 12"      |

#### Samlet klassement
| Pointkonkurrence | Pointkonkurrence       | Pointkonkurrence                              | Pointkonkurrence | Pointkonkurrence |
| Rytter           | Rytter                 | Hold                                          | Point            |                  |
| ---------------- | ---------------------- | --------------------------------------------- | ---------------- | ---------------- |
| 1.               | Boas Lysgaard          | BHS-PL Beton Bornholm                         | 31 point         |                  |
| 2.               | Gustav Frederik Dahl   | Team Give Steel-2M Cycling Elite              | 28 point         |                  |
| 3.               | Niklas Larsen          | BHS-PL Beton Bornholm                         | 25 point         |                  |
| 4.               | Marcus Sander Hansen   | BHS-PL Beton Bornholm                         | 25 point         |                  |
| 5.               | Morten Nørtoft         | ColoQuick                                     | 20 point         |                  |
| 6.               | Lasse Norman Leth      | CO:PLAY-Giant Store                           | 18 point         |                  |
| 7.               | Alfred Kongstad        | Airtox-Carl Ras                               | 18 point         |                  |
| 8.               | Marius Hobolth         | Team Give Steel-2M Cycling Elite              | 17 point         |                  |
| 9.               | Simon Bak              | Bike Aid                                      | 17 point         |                  |
| 10.              | Oliver Vedersø Sølvhøj | CeramicSpeed Aros Forsikring Herning CK Elite | 16 point         |                  |

### 3. afdeling i Mørkøv
Holbæk Cykelsport står den 14. september for afholdelse af 3. afdeling af Bording Cup. Ruten med start og mål i Mørkøv er kendt i Bording Cuppen, da den flere gange har været benyttet som den sidste afdeling af cuppen.
| Mørkøv - Mørkøv | flad etape | () |

| \| Etaperesultat \| Etaperesultat \| Etaperesultat \| Etaperesultat \| Etaperesultat \| \| Rytter \| Rytter \| Hold \| Tid \| \| \| ------------- \| ------------- \| ------------- \| ------------- \| ------------- \| |        |      |     |
| |        |      |     |
| |        |      |     |
| Etaperesultat |        |      |     |
| Rytter | Rytter | Hold | Tid |

#### Samlet klassement
| Pointkonkurrence | Pointkonkurrence | Pointkonkurrence | Pointkonkurrence | Pointkonkurrence |
| Rytter           | Rytter           | Hold             | Point            |                  |
| ---------------- | ---------------- | ---------------- | ---------------- | ---------------- |

### 4. afdeling ved Greve
For første gang er Greve Cykle Club vært for Bording Cuppens sidste afdeling. Den bliver kørt 21. september.
| Greve Strand - Greve Strand | flad etape | () |

| \| Etaperesultat \| Etaperesultat \| Etaperesultat \| Etaperesultat \| Etaperesultat \| \| Rytter \| Rytter \| Hold \| Tid \| \| \| ------------- \| ------------- \| ------------- \| ------------- \| ------------- \| |        |      |     |
| |        |      |     |
| |        |      |     |
| Etaperesultat |        |      |     |
| Rytter | Rytter | Hold | Tid |

## Samlet klassement
| Pointkonkurrence | Pointkonkurrence | Pointkonkurrence | Pointkonkurrence | Pointkonkurrence |
| Rytter           | Rytter           | Hold             | Point            |                  |
| ---------------- | ---------------- | ---------------- | ---------------- | ---------------- |

## Trøjernes fordeling gennem løbsserien
| Etape    |            | Vinder _             | Samlede stilling     | Ungdomstrøje    |
| -------- | ---------- | -------------------- | -------------------- | --------------- |
| 1. etape | flad etape | Marcus Sander Hansen | Marcus Sander Hansen | Alfred Kongstad |
| 2. etape | flad etape | Morten Nørtoft       | Boas Lysgaard        | Boas Lysgaard   |
| 3. etape | flad etape |                      |                      |                 |
| 4. etape | flad etape |                      |                      |                 |
| Samlet   |            |                      |                      |                 |